# 武藤十梦
武藤十夢（日语：／ Mutou Tomu，1994年11月25日—）是日本女藝人、氣象預報士、理財規劃師、防災士，為女子偶像團體AKB48 Team K前成員，東京都出身，所屬經紀公司為FIRST AGENT。2011年以AKB48第12期生身分出道。2023年3月8日自AKB48畢業。

## 經歷
2011年2月20日，於「AKB48第9屆研究生徵選會」中合格。5月5日，Team A 6th Stage「目擊者」公演中與田野優花、薩伊德橫田繪玲奈一同作為前座Girls，在AKB48劇場出道。5月22日，參與12期研究生披露公演。
2012年5月23日，最初於「AKB48第27張單曲選拔總選舉」的速報中得到30位。6月6日，於「AKB48第27張單曲選拔總選舉」中獲得6,428票，得到第49名，成為Future Girls。8月24日，於東京巨蛋舉辦「AKB48 in TOKYO DOME ～1830m的夢想～」的第一天組閣中，宣佈由研究生正式升格至Team K。11月1日，正式以Team K成員進行公演活動。
2013年6月8日，於「AKB48第32張單曲選拔總選舉」中獲得16,221票，得到第45名，晉身為Next Girls。9月18日，於「AKB48第34張單曲選拔猜拳大會」中不敵松井珠理奈，在首輪出局，未能入選選拔成員。
2014年2月24日，於DiverCity東京舉辦的「AKB48集團大組閣祭」中宣布所屬隊伍由Team K轉移至Team A。6月7日，於「AKB48第37張單曲選拔總選舉」中獲得30,097票，得到第24名，晉身為Under Girls。6月11日，宣布出演電影《窈窕舞妓》。9月17日，於「AKB48 Group 猜拳大會2014」中不敵島崎遙香，在第二回戰出局，未能入選渡邊美優紀個人出道單曲中C/W曲的選拔成員，但隨後便在此活動將結束時的驚喜發表中，獲宣布成為AKB48第38張單曲的選拔成員，這是武藤首次進入選拔組
2015年3月26日，於埼玉超級競技場舉辦的「AKB48春季單獨演唱會～次期總現正修行中！」演唱會上宣布新的組閣人事異動，所屬隊伍由Team A轉移至Team K。5月，在《週刊Young Magazine》舉辦的「AKB48集團寫真模特徵選」中，於讀者投票中獲得第2名，並宣布將作為《Young Magazine》專屬寫真模特展開活動。 6月6日，於「AKB48第41張單曲選拔總選舉」中獲得44,637票，得到第16名，首次藉由選拔總選舉而進入選拔組，成為第41張單曲的選拔成員。
2016年6月18日，於「AKB48第45張單曲選拔總選舉」中獲得58,624票，得到第10名，成為第45張單曲的選拔成員。
2017年3月23日，在个人Twitter上公开了自成城大学毕业的消息。4月12日，公开了之前报名参加AKB48第49張單曲選拔總選舉的申请撤回的消息。5月3日，公开了成功被研究所录取的消息。
2018年6月15日，參加韓國Mnet日韓合作節目《PRODUCE 48》，最終排名第38，未进入出道名单。6月16日，於「AKB48第53張單曲選拔總選舉」中獲得62,611票，得到第7名，成為第53張單曲的選拔成員。
2019年4月，第8次挑战考取气象预报士资格并成功合格。8月6日，武藤於馬自達球場舉行、透過棒球傳達「無核和平世界」理念的「和平之夜」賽事中擔任開球嘉賓。
2020年3月23日，在個人SNS帳戶上，公布了自己於研究所畢業的消息。6月5日，開始在AbemaTV新聞節目《ABEMA Morning》的週五天氣預報時間擔任天氣播報員。7月17日，電影《媽媽的被爆鋼琴》上映，這是武藤首次擔任電影主演。
2021年7月14日，在個人SNS帳戶上，公布取得2級理財規劃師資格。8月16日，在個人Twitter上宣布自同月1日起移籍經紀公司至以培育播報員為主力的生島企劃室。
2022年7月31日，宣布她將參與服飾品牌「Sailors」與TBS電視節目《Sunday Japon》的聯名企劃，負責設計監製。該聯名商品於12月4日至15日限期發售，首日（即節目播出日）還在TBS THE MARKET（赤坂Biz塔）舉行了親自交付商品的銷售活動。10月8日，於日本武道館舉行的「MX祭典！AKB48第60張單曲《久違的Lip Gloss》發售紀念演唱會in武道館2022」（MX祭り!AKB48 60th Single「久しぶりのリップグロス」発売記念コンサートin武道館2022）中宣布畢業。
2023年2月28日，在TACHIKAWA STAGE GARDEN舉行畢業演唱會「武藤十夢畢業演唱會 ～我已經全力以赴，沒有什麼好後悔的！～」（武藤十夢卒業コンサート〜やるだけやったから後悔なんかねぇ！〜）。同日，開設個人官方粉絲俱樂部。3月8日，於AKB48劇場舉行畢業公演，正式從AKB48畢業，結束十二年的偶像生涯。4月19日，發行首本個人寫真集。10月2日，宣布通過了「SDGs檢定」。
2024年4月18日，宣布接受了扁桃摘除手術。4月22日，在個人Instagram上透露通過了職涯諮詢顧問的國家考試。9月30日，被任命為資安企業「Act」的代言人暨公關發言人。
2025年5月21日，她宣布通過了資訊安全管理考試。

## 人物
- 剛出生時父母曾討論過許多備選名字，當時十夢的母親開玩笑說「要是取名『十夢（TOMU）』的話，不管從前面唸、反過來從後面唸都是武藤十夢（音節「MU TO U TO MU」，即「回文法」）」。結果十夢的父親真的把「武藤十夢」填進母子健康手冊（日语：母子健康手帳）申報上去。本人曾討厭這個名字，但進入AKB48後，因為名字容易讓人記住而漸漸喜歡自己的名字[62][63]。
- 人中位置有一顆痣，在2015年點掉了[64]。
- 初中到高一的四年間都參加了舞蹈部，HIP-HOP與JAZZ等舞蹈都會，本人尤其喜歡HIP-HOP[63]。
- 父親以前是演員[65]，摔角手「第四代老虎假面」是十夢父親在學生時代的友人[66]。伯父為日本大型戶外廣告代理商「廣正社」的代表取締役[67]。
- 妹妹是AKB48的16期生武藤小麟[68]，兩人從2018年至2022年均隸屬於Team K，直到武藤小麟在2022年4月19日移籍至Team A。
- 畢業於成城大學經濟學部[69][70]。之後進一步攻讀研究所，從成城大學大學院經濟學研究科畢業[38]。

### AKB48相關
- 在AKB48劇場中使用的自我介紹詞是「倒過來讀也是武藤十夢。」[註 1]
- 加入AKB48的原因：夢想進入大學與成為演員，特別是成為演員的夢想更為強烈，為了實現演員這個夢想而報名參加[71]。
- 在AKB48第12期研究生試鏡會中所演唱的曲目是島谷瞳的《作夢好天氣（日语：YUME日和）》[72]。
- 隊伍中關係要好的成員是田野優花[73]。
- 憧憬的成員是小嶋陽菜，將來的目標是成為像北川景子一樣的女演員[74]。
- 2014年1月1日，大島優子於「第64回NHK紅白歌合戰」中宣布畢業後，為了回應優子曾給予的關愛與期待，十夢在Google+上表示將來會以「優魂繼承」的精神繼續努力[75]。

## 參與歌曲
- 標註有「★」符號者表示該首歌曲有拍攝MV。

### 單曲CD
AKB48
|      | 發行日期       | 單曲名稱           | 參與歌曲名稱           | 名義            | 收錄於        | MV | 備註               |
| ---- | -------------- | ------------------ | ---------------------- | --------------- | ------------- | -- | ------------------ |
| 23rd | 2011年10月26日 | 風正在吹           | 蓓蕾                   | Team 4+研究生   | 劇場盤        |    | 出道作品           |
| 25th | 2012年02月15日 | GIVE ME FIVE!      | 如果是榮格或佛洛伊德   | Special Girls C | 劇場盤        |    |                    |
| 26th | 2012年05月23日 | 仲夏的Sounds good! | 3滴眼淚                | Special Girls   | 全版本        | ★  |                    |
| 27th | 2012年08月29日 | 格子花紋           | Show fight!            | Future Girls    | Type-B        | ★  | 首次擔任Center     |
| 28th | 2012年10月31日 | UZA                | 下一個Season           | Under Girls     | 全版本        | ★  |                    |
| 28th | 2012年10月31日 | UZA                | 破壞&重建              | Team K          | Type-K        | ★  |                    |
| 29th | 2012年12月05日 | 永遠的壓力         | 我們的Reason           |                 | 劇場盤        |    |                    |
| 30th | 2013年02月20日 | So long!           | 夕陽瑪麗               | Team K          | Type-K        | ★  |                    |
| 31st | 2013年05月22日 | 再見自由式         | 玫瑰的果實             | Under Girls     | 全版本        | ★  |                    |
| 31st | 2013年05月22日 | 再見自由式         | How come ?             | Team K          | Type-K        | ★  |                    |
| 32nd | 2013年08月21日 | 戀愛的幸運餅乾     | 這一次一定要心醉神迷   | Next Girls      | Type-A        | ★  |                    |
| 33rd | 2013年10月30日 | 真心電流           | 快速與動體視力         | Under Girls     | 除Type-B外    | ★  |                    |
| 33rd | 2013年10月30日 | 真心電流           | 細雪的悔悟             | Team K          | Type-K        | ★  |                    |
| 34th | 2013年12月11日 | 倘若在梧桐樹什麼的 | Mosh&Dive              |                 | 全版本        | ★  |                    |
| 35th | 2014年02月26日 | 勇往直前           | 早看穿你的謊言         | Beauty Giraffes | Type-A        | ★  |                    |
| 36th | 2014年05月21日 | 拉布拉多獵犬       | 你如此任性             | Team A          | Type-A        | ★  |                    |
| 37th | 2014年08月27日 | 心意告示牌         | 某人投的球             | Under Girls     | 除Type-D      | ★  |                    |
| 38th | 2014年11月26日 | 希望無限           | 希望無限               |                 | 全版本        | ★  | A面曲 首次進入選拔 |
| 38th | 2014年11月26日 | 希望無限           | 順從的Slave            | Team A          | Type-A        | ★  |                    |
| 40th | 2015年05月20日 | 我們不戰鬥         | 我們不戰鬥             |                 | 全版本        | ★  | A面曲              |
| 40th | 2015年05月20日 | 我們不戰鬥         | Summer side            | Selection 16    | 除Type-D      | ★  |                    |
| 41st | 2015年08月26日 | Halloween Night    | Halloween Night        |                 | 全版本        | ★  | A面曲              |
| 42nd | 2015年12月09日 | 紅唇Be My Baby     | 你你你…                | 次世代選拔      | Type-A        | ★  |                    |
| 42nd | 2015年12月09日 | 紅唇Be My Baby     | 姊姊的自言自語         | Team K          | Type-B        | ★  |                    |
| 43rd | 2016年03月09日 | 你就是旋律         | LALALA訊息             | AKB48次世代選拔 | 全版本        | ★  |                    |
| 44th | 2016年06月01日 | 不需要翅膀         | 不需要翅膀             |                 | 全版本        | ★  | A面曲              |
| 44th | 2016年06月01日 | 不需要翅膀         | 哀愁小號手             | Team K          | Type-C 劇場盤 | ★  |                    |
| 45th | 2016年08月31日 | LOVE TRIP/分享幸福 | LOVE TRIP              |                 | 全版本        | ★  | A面曲              |
| 45th | 2016年08月31日 | LOVE TRIP/分享幸福 | 分享幸福               |                 | 全版本        | ★  | A面曲              |
| 46th | 2016年11月16日 | High Tension       | 壓抑不了的衝動         | Waiting Circle  | 全版本        | ★  |                    |
| 47th | 2017年03月15日 | Shoot Sign         | Shoot Sign             |                 | 全版本        | ★  | A面曲              |
| 48th | 2017年05月31日 | 空有願望           | 空有願望               |                 | 全版本        | ★  | A面曲              |
| 48th | 2017年05月31日 | 空有願望           | 明滅女人香             |                 | Type-B        | ★  |                    |
| 52nd | 2018年05月30日 | Teacher Teacher    | 末班電車之夜           | Team K          | Type-B        | ★  |                    |
| 53rd | 2018年09月19日 | 感傷列車           | 感傷列車               |                 | 全版本        | ★  | A面曲              |
| 54th | 2018年11月28日 | NO WAY MAN         | 一下就被看穿真是對不起 | PRODUCE48選拔   | Type-A        | ★  |                    |
| 55th | 2019年03月13日 | 回憶上心頭DAYS     | Generation Change      | AKB48 B面選拔   | Type-A        | ★  |                    |
| 56th | 2019年09月18日 | 持續愛你           | 持續愛你               |                 | 全版本        | ★  | A面曲              |
| 57th | 2020年03月18日 | 感謝失戀           | 感謝失戀               |                 | 全版本        | ★  | A面曲              |
| 57th | 2020年03月18日 | 感謝失戀           | 愛過的人               |                 | 劇場盤        |    |                    |
| 58th | 2021年09月29日 | 一切都成Rumor      | 一切都成Rumor          |                 | 全版本        | ★  | A面曲              |
| 59th | 2022年5月18日  | 是前男友           | 是前男友               |                 | 全版本        | ★  | A面曲              |
| 59th | 2022年5月18日  | 是前男友           | Loss of time           | Team K          | Type-B        | ★  | Center             |
| 60th | 2022年10月19日 | 久違的Lip Gloss    | 命運之歌               | 1st Generation  | 劇場盤        |    | Center             |

### 專輯CD
AKB48
|     | 發行日期       | 專輯名稱                     | 參與歌曲名稱      | 名義                    | 收錄於           | 備註                                   |
| --- | -------------- | ---------------------------- | ----------------- | ----------------------- | ---------------- | -------------------------------------- |
| 4th | 2012年08月15日 | 1830m                        | 檸檬的年紀        |                         | 全版本           |                                        |
| 4th | 2012年08月15日 | 1830m                        | 櫻桃與孤獨        | 研究生                  | 全版本           |                                        |
| 4th | 2012年08月15日 | 1830m                        | 藍天 不會寂寞嗎？ | AKB48+SKE48+NMB48+HKT48 | 全版本           |                                        |
| 5th | 2014年01月22日 | 未來軌跡                     | 共犯              | Team K                  | Type-B           |                                        |
| 6th | 2015年01月21日 | 這裡是羅德斯島、在這裡跳吧！ | 城市旅館100號房   |                         | Type-A           |                                        |
| 6th | 2015年01月21日 | 這裡是羅德斯島、在這裡跳吧！ | Oh! Baby!         | Team A                  |                  |                                        |
| 7th | 2015年11月18日 | 0與1之間                     | 愛的使者          | Team K                  | MILLION SINGLES  |                                        |
| 7th | 2015年11月18日 | 0與1之間                     | 初雪              |                         | COMPLETE SINGLES | 田野優花、武藤十夢、大島涼花、高橋朱里 |
| 8th | 2017年01月25日 | 點時成菁                     | 那天的自己        |                         | 全版本           |                                        |
| 8th | 2017年01月25日 | 點時成菁                     | 所有的進步        |                         | 劇場盤           | Center                                 |

## 劇場公演分組曲
| 公演名稱                               | 參與歌曲名稱    | 備註           |
| -------------------------------------- | --------------- | -------------- |
| 研究生時期                             |                 |                |
| Team 研究生 Stage「劇場的女神」公演    | 愛情的捉迷藏    | 前座Girl       |
| Team 研究生 Stage「劇場的女神」公演    | 來一塊糖果      |                |
| Team 研究生 Stage「劇場的女神」公演    | 男更衣室        |                |
| Team B 5th Stage「劇場的女神」公演     | 愛情的捉迷藏    | 前座Girl       |
| Team B 5th Stage「劇場的女神」公演     | 男更衣室        | 北原里英的代演 |
| Team B 5th Stage「劇場的女神」公演     | 你好 我的初戀   | 渡邊麻友的代演 |
| Team B 5th Stage「劇場的女神」公演     | 來一塊糖果      | 増田有華的代演 |
| Team A 6th Stage「目擊者」公演         | 迷你裙精靈      | 前座Girls      |
| Team A 6th Stage「目擊者」公演         | ☆之彼方         | 岩佐美咲的代演 |
| Team A 6th Stage「目擊者」公演         | 燃燒路線        | 指原莉乃的代演 |
| Team K 6th Stage「RESET」公演          | 檸檬的年紀      | 前座Girls      |
| Team K 6th Stage「RESET」公演          | 制服的抵抗      | 仁藤萌乃的代演 |
| Team 4 1st Stage「我的太陽」公演       | 不要叫我偶像    | 加藤玲奈的代演 |
| Team 4 1st Stage「我的太陽」公演       | 暮蟬之戀        | 大場美奈的代演 |
| Team 4 1st Stage「我的太陽」公演       | 向日葵          | 入山杏奈的代演 |
| 大島Team K時期                         |                 |                |
| Team K「Waiting」公演                  | 暴風雨之夜      |                |
| Team K「Waiting」公演                  | Glory days      | 大島優子的代演 |
| Team K「Waiting」公演                  | 初次的果糖      |                |
| Team K「Waiting」公演                  | 暮蟬之戀        | 古畑奈和的代演 |
| Team K「Waiting」公演                  | 來一塊糖果      | 中田千智的代演 |
| Team K「Waiting」公演Ⅱ「最終鐘聲鳴響」 | 對不起 我的寶石 |                |
| 高橋Team A時期                         |                 |                |
| Team A 7th Stage「戀愛禁止條例」公演   | 戀愛禁止條例    |                |
| 峯岸Team K時期                         |                 |                |
| 田中将大「我在这里的理由」公演         | 如果能當朋友    |                |
| Team K 8th Stage「最終鐘聲鳴響」公演   | 再戰            |                |

- 前座Girl（s）（日语：前座ガール（ズ））：為公演前暖場曲之演唱成員。

## 演出

### 電影
- 窈窕舞妓（日语：舞妓はレディ）（2014年9月13日，東寶）：飾演 福葉[76]
- 媽媽的被爆鋼琴（2020年8月8日，新日本電影社）：飾演 江口菜菜子（與佐野史郎雙主演）[77]
- 未成佛百物語：AKB48 異界的燈火寺 （2021年9月10日，Kiguu）- 「あそぼう」笹木悠子[78]
- 日光物語（2022年10月14日於MOVIX宇都宮先行上映，2023年6月17日在全國上映[79]，新日本電影社）：飾演 大滝優子（與SUNEOHAIR雙主演）[80][81]
- 斷捨離天堂（日语：断捨離パラダイス）（2023年6月30日，KAYANO FILM）：飾演 岸田万莉子（女主角）[82][83]
- 續 續說戰車鬥爭 ［戰爭］（2023年8月5日，Filmarks） - 旁白[84]
- ザギンでシースー!?（2024年8月30日公開，Flick）[85]

### 電視劇
- So long ! 第2集（2013年2月12日，日本電視台）
- 馬路須加學園4 第10集（2015年3月31日，日本電視台）：飾演 傲
- 馬路須加學園5（2015年8月25日－10月27日，日本電視台、Hulu）：飾演 回文（Kaibun）
- AKB驚悚之夜　腎上腺素之夜 第28集「靈異地點」（2016年1月14日，TELASA、朝日網絡電視台）：飾演 莉乃（單篇主演）[86]
- AKB LOVE NIGHT 戀工場（日语：AKBラブナイト 恋工場） 第8集「第101封情書」（2016年5月12日，朝日電視台）：飾演 千鶴（單篇主演）[87]
- 陪酒須加學園（2016年10月30日－2017年1月15日，日本電視劇）：飾演 傲（ツン）[88][89]
- 寺西一浩劇集～人生百態～（2021年7月9日－9月24日，TOKYO MX）：飾演 森かなえ[90][91]
- 惡女的一切（2022年7月2日－9月24日，BS松竹東急）：飾演 井林夢香[92]
- 神之雫 第1集（2023年9月15日，Hulu）：飾演 近衛沙也加[93]

### 廣播
- AKB48今夜不回家（日语：AKB48 今夜は帰らない…）（2013年9月30日－2015年9月28日，CBC電台）- 第七代主持人[94]
- CHC集團 地球友善廣播（2018年5月6日－10月28日，日本廣播電台）- 隔週固定班底[95]

### 廣播劇
- 「再會」〜當面對自己時〜（2023年11月23日，AuDee）[96]

### 舞台劇
- 朗讀劇場「戀工場」（2016年9月20日，Bellesalle澀谷花園 C廳）[97]
- 劇團TEAM-ODAC 第24回本公演「BLACK10・改」（2017年7月12日－17日，草月Hall）：飾演 梅野風香[98]
- 舞台版「馬路無理學園」（2018年10月19日－28日，日本青年館表演廳）：飾演 クインビー [99]
- 川島雄三導演誕辰100週年企劃「幕末太陽傳 外傳」（2019年4月18日－28日，三越劇場）：飾演 女郎こはる[100][101]
- 博多座開場20周年紀念公演「無仁義之戰〜她們（女人們）的殊死戰鬥篇～」（2019年11月9日－14日，博多座）：飾演 坂井鉄也 [102][103]
- 日本劇作家協會節目 座・高円寺冬季劇場22 OFFICE SHIKA PRODUCE「秘劍燕返」（2021年1月17日－24日，座・高円寺1／1月28日－31日，ABC Hall）：飾演 たら姫[104]
- 舞台「馬路無理學園-LOUDNESS-」（2021年8月24日－29日，品川王子大飯店  Stellar Ball）：飾演 クインビー[105][106]
- Three Kingdoms 〜最終章〜 激震・再生篇（2021年10月30日－11月3日，有樂町Alternative劇場） ：飾演 靜妹[107][108]

### 電視節目
- 真好吃！（2021年11月15日－，NHK綜合台）- 作為食材獵人（記者）不定期出演[109]
- ～癒・笑・淚・夢～晚霞酒館（2022年1月8日－，BS-TBS）- 固定班底[110][111]
- 東京都環境局呈獻〜再利用商業探險隊〜（2022年3月7日－5月15日；11月1日、19日，J:COM Channel的東京全區域以及千葉的葛飾區域）- 主持人[112][113][114]
- SUNDAY JAPON（2022年5月8日－，TBS）- 不定期出演[115]
- DayDay.（2023年4月4日－2024年3月19日，日本電視台）- 隔週星期日成員[116][117]
- 和Kazlaser一起學習。（2022年11月8日－，日本電視台）- 不定期出演[118]
  - 和Kazlaser一起學習。特別篇！城市獵人×和Kazlaser一起學習。（2023年9月3日，日本電視台）- 旁聽生[119]
- THE突破File（2023年8月24日－，日本電視台）- 在《交通事故鑑定人》系列中飾演法律助理武藤[120]
- 今晚來解謎（2024年6月4日，富士電視台）-「潛入氣象廳特輯！揭秘日本天氣預報的厲害之處」[121]
- 金錢學習（2024年10月7日－，BS東視）- 主持人（與帕特里克·哈倫共同主持）[122]
- 阿弗瑞薩贊助 藤木直人向名醫學習！〜再生醫療的世界〜（2024年10月13日－12月22日，BS富士）- 來賓[123]

### 網絡節目
- 雖然要對前輩表達敬意，但也想大聲喊出「未來的AKB要由我們來創造」 第5回（2015年6月10日，AmebaStudio）- 與長谷川豊共同擔任MC
- ABEMA Morning（AbemaTV）
  - （2019年7月5日－2020年3月27日）- 不定期出演[124]
  - （2020年6月5日[註 2]－2023年3月31日）-「とむ金 天氣預報」單元固定班底（每週五）[128]
- AKB48 武藤十夢的興奮外匯生活！【特別篇】（2021年5月－2022年4月）[129]
- 「新時代的財商素養」系列 
  - 武藤十夢的財務講座（2022年6月16日－2022年9月30日，72channel）[130]
  - Z世代的財務講座（2022年12月19日－2023年3月13日，72channel）
- 武藤十夢與 #會計部門工作的人們（2022年10月19日－2023年6月28日，Podcast、audiobook.jp）[131]
- 放學後的寶可夢研究部（2022年12月1日－2023年7月6日，寶可夢官方YouTube頻道・AbemaTV）- 固定班底（不定期播出）[132]

### 遊戲
- NetEase Games「明日之後」（2020年9月17日－）-「暴風來襲」活動特別嘉賓）[133]

### 平面代言
- 宣傳會議 複製文案培訓課程（2015年－）- 形象代言人[134]
- 京成電鐵 Skyliner 2500萬人搭乘紀念活動（與小麟共同出演）、京成線文學浪漫巡禮[135][136]
- 外匯.com「Be a trader!」（2020年1月－）- 形象代言人[137]
- menu超辣（2021年8月－）- 代言人[138]
- 寶酒造「燒酎Highball」（2022年4月－）- 形象代言人[139][140]
- 日本FP協會 理財學校（2023年5月30日－）[141]
- Act股份有限公司 （2024年9月30日－）- 代言人[59]

### 活動
- 武藤十夢原創咖哩發表活動（2013年8月11日，AKB48台場临海学校内咖哩部部室前）
- 冬季運動嘉年華2015 談話活動（2015年11月3日，幕張展覽館）
- 世界愛滋日活動 RED RIBBON LIVE 2021 ～ Think Together Again ～（2021年12月1日，線上活動）[142]
- 第14屆沖繩国际電影節「全岛盛大祭典」（2022年4月17日，那霸市國際通・櫻坂劇場）[143]
- 第78屆每日電影競赛 颁奖典礼（2024年2月14日，Meguro Persimmon Hall）- 主持[144]
- 東京都政策企畫局  Tokyo Sustainable Finance Week「東京都民金融講座」（2021年10月23日，網絡播出）- 座談會講師[145]
- 妙高市SDGs未来城市推进论坛（2022年2月27日，妙高市文化回歸）- 主题演讲[146]
- 東京國際金融機構「第1屆青年金融講座」（2022年9月10日，網絡播出）- 主持[147]
- 吳市脫碳講座「地球現在怎麼了？～一起邁向零碳～」（2023年9月23日，吳市體育館）[148]
- 全国老人福祉設施協議会 第15屆「照護作文・攝影比賽～重新連結・重拾牽絆～」（2022年）- 特別審査員[149][150]
- 武蔵野警察署 一日警察署長（2023年5月13日、9月16日）[151][152]

## 書籍

### 寫真集
- とむもよう（2023年4月19日，小學館）[153][154]

### 雜誌連載
- 鑽石ZAi （2016年4月号－2022年8月号，鑽石社）- 與中西智代梨、武藤小麟共同連載「AKB48 in NISA」[155][156][157]
  - 番外篇「AKB48武藤十夢的興奮外匯生活！」（2019年12月号－2022年7月号）[158]

### 關連書籍
- 烤肉的一切：為大人準備的永久珍藏版肉類大全（焼肉のすべて オトナのための永久保存版肉大全；2017年7月14日，寶島社）-「美女與和牛・田邊晉太郎精選 現在必去的烤肉店BEST 9（第二彈）武藤十夢（AKB48）×牛舌」[159]

### 日曆
- 桌曆 武藤十夢日曆 2014年（2013年12月6日，Hagoromo）
- 桌曆 AKB48 武藤十夢 日曆2015年（2014年12月13日，Hagoromo）
- 武藤十夢 2024年 日曆（2023年10月5日，Hagoromo）

### 其他
- MAMOR 2022年2月号（2021年12月21日，扶桑社）- 封面（在防衛省宣傳雜誌中，穿著航空自衛隊的制服等進行拍攝）[160]